# NGC 5588
NGC 5588 (NGC 5589) je prečkasta spiralna galaktika u zviježđu Volaru. Naknadno je utvrđeno da je NGC 5589 ista galaktika.

## Vanjske poveznice
- (engl.) SEDS: NGC 5588
- (engl.) Hartmut Frommert: Revidirani Novi opći katalog
- (engl.) Izvangalaktička baza podataka NASA-e i IPAC-a
- (engl.) Astronomska baza podataka SIMBAD
- (engl.) VizieR
- DSS-ova slika NGC 5588  Arhivirana inačica izvorne stranice od 28. ožujka 2016. (Wayback Machine)
- (engl.) Auke Slotegraaf: NGC 5588 Deep Sky Observer's Companion
- (engl.) Courtney Seligman: Objekti Novog općeg kataloga: NGC 5550 - 5599